# Jack Haven
Pour les articles homonymes, voir Lundy.
 (janvier 2025).
Motif : Ajout dans l'article du nouveau prénom non sourcé, alors que c'est selon la wp:en le nom entier qui change. Accords et adaptations pas systématiques. Revoir l'ensemble.
Jack Haven, né Brigette Lundy-Paine le 10 août 1994 à Dallas, au Texas, est une personnalité américaine du milieu du cinéma connue surtout pour son rôle de Casey Gardner dans la série télévisée Atypical (2017-2021), diffusée sur Netflix.

## Biographie
Jack Haven naît le 10 août 1994 à Dallas, au Texas. Ses parents, Laura Lundy et Robert Paine, sont acteurs et directeurs de création. Ils ont par la suite encore un fils. 
En 1996, la famille déménage à Alameda, en Californie. Jack commence sa carrière avant l'âge de trois ans avec ses parents, performeurs dans la région de la baie de San Francisco.
En 2012, Jack, cheerleader à l'école secondaire Encinal, située à Alameda, y obtient son diplôme (graduation), puis en 2015 de l'université de New York. 
Jack Haven s'engage en faveur du mouvement Black Lives Matter.

### Carrière
En 2015, l'artiste apparaît dans le film L'Homme irrationnel de Woody Allen aux côtés d'Emma Stone et Joaquin Phoenix, puis enchaîne avec un petit rôle dans One Bad Choice (MTV, 2015), avant d'obtenir un rôle majeur dans la web-série produite par Nike Margot vs. Lily (2016). 
Dans le film dramatique Le Château de verre (2017), réalisé par Alexander Payne, c'est l'interprète de la jeune sœur de Jeannette Walls, dont le rôle est joué par Brie Larson.
De 2017 à 2021, dans la série télévisée Atypical, diffusée sur Netflix, l'artiste est au côté de Fivel Stewart dans le rôle de Casey Gardner, la jeune sœur protectrice de Sam Gardner, un adolescent autiste interprété par  Keir Gilchrist,. La série est mentionnée comme exemple dans sa représentation des thématiques LGBTIQ+, tout particulièrement de la bisexualité et de sa mise en scène de personnages LGBTIQ et de leur parcours personnel de découverte de leur identité et orientation sexuelle. Jouer dans la série est également un déclencheur et une aide pour Jack dans la découverte et l'affirmation de sa non-binarité,. La première saison de la série est parfois critiquée pour son renforcement de la normativité des rôles de genre dans le contexte familial. Ainsi il a pu être relevé que le rôle de Jack Haven était surprotecteur envers son grand frère autiste, allant jusqu'à s'immiscer dans sa vie privée et ses rendez-vous amoureux en adoptant un comportement infantilisant,.  
En 2020, l'artiste apparaît dans le film américain Bill et Ted sauvent l'univers de Dean Parisot, aux côtés de Keanu Reeves, Alex Winter, Kristen Schaal et Samara Weaving.
Jack Haven cofonde le groupe de musique Subtle Pride avec Misha Brooks, Zach Donovan, Jack Haven, et Mina Walke, et Waif Magazine une publication artistique pour promouvoir le groupe.

## Vie privée
Lors d'une interview en 2018 au sujet de son rôle dans Atypical, Jack Haven déclare être queer. Ayant grandi dans une famille queer, son coming out queer auprès de sa mère a été facile.
Le 8 novembre 2019, l'artiste déclare être non binaire et a indiqué que ses pronoms sont à présent « they/them » (they singulier), puis annonce en janvier 2025 changer son nom en « Jack Haven ».

## Filmographie

### Cinéma
- 2015 : L'Homme irrationnel de Woody Allen : Braylin Student
- 2015 : Le Château de verre de Destin Daniel Cretton : Maureen Walls
- 2017 : The Wilde Wedding (en) de Damian Harris : Lara
- 2017 : Downsizing de Alexander Payne : Mariette
- 2018 : Action Point (en) de Tim Kirkby : Four Finger Annie
- 2019 : Scandale (Bombshell) de Jay Roach : Julia Clarke
- 2020 : Bill et Ted sauvent l'univers de Dean Parisot : Billie Logan
- 2024 : I Saw The Tv Glow de Jane Schoenbrun : Maddy Wilson
- 2024 : Amelia's Children : Riley [18]

### Télévision
- 2016 : Margot vs. Lily : Margot (8 épisodes)

- 2017-2021 : Atypical : Casey Gardner (38 épisodes)